# Яворский, Анатолий Степанович
Анато́лий Степа́нович Яво́рский (род. 10 октября 1931, Жмеринка, Винницкая область, Украинская ССР, СССР) — советский инженер-гидротехник. Действительный член Академии строительства Украины (с 1994 года). Лауреат Шевченковской премии (1983).

## Биография
В 1955 году окончил Одесский гидротехнический институт. После окончания учебного заведения работал инженером треста «Донбассканалстрой» в Горловке, в 1957—1958 годах — начальником участка управления «Доменстрой» в Донецке. Далее вернулся в Горловку, работал в треста «Енакиевотяжстрой»: от 1958 года — заместителем главного инженера, от 1960 года — главным технологом. 1962 года еще раз перебрался в Донецк, где до 1967 года был главным инженером треста «Донецкметаллургстрой».
С 1967 года Анатолий Яворский работал в Киеве: до 1970 года — начальником главного управления по строительству предприятий металлургической промышленности Минтяжстроя УССР. Далее — заместителем управляющего отделом строительства управления, в 1974—1991 годах — заместителем управляющего делами Совета Министров УССР. С 1991 года он — заместитель государственного секретаря, в 1992—1996 годах — заместитель министра Кабинета Министров Украины.
Во время реставрации Мариинского дворца в Киеве Яворский был руководителем авторского коллектива, принимал активное участие в творческом процессе проектирования, реставрации и оборудование дворца. По эскизам и рисункам Анатолия Яворского разработаны проекты интерьеров почти всех основных помещений дворца, фасадов, благоустройство и озеленение территорий, прилегающих к дворцу.
В 1983 году работа Анатолия Яворского как руководителя авторского коллектива во время реставрации в 1980—1982 годах памятника архитектуры XVIII века — Мариинского дворца в Киеве — была отмечена Государственной премией Украины имени Тараса Шевченко. Вместе с ним лауреатами стали техник-архитектор Вадим Глыбченко, архитектор и искусствовед Ирина Иваненко, архитекторы Лев Новиков и Виталий Шкляр, инженер Аркадий Хабинский и скульптор Евгений Куликов.